# 配置図

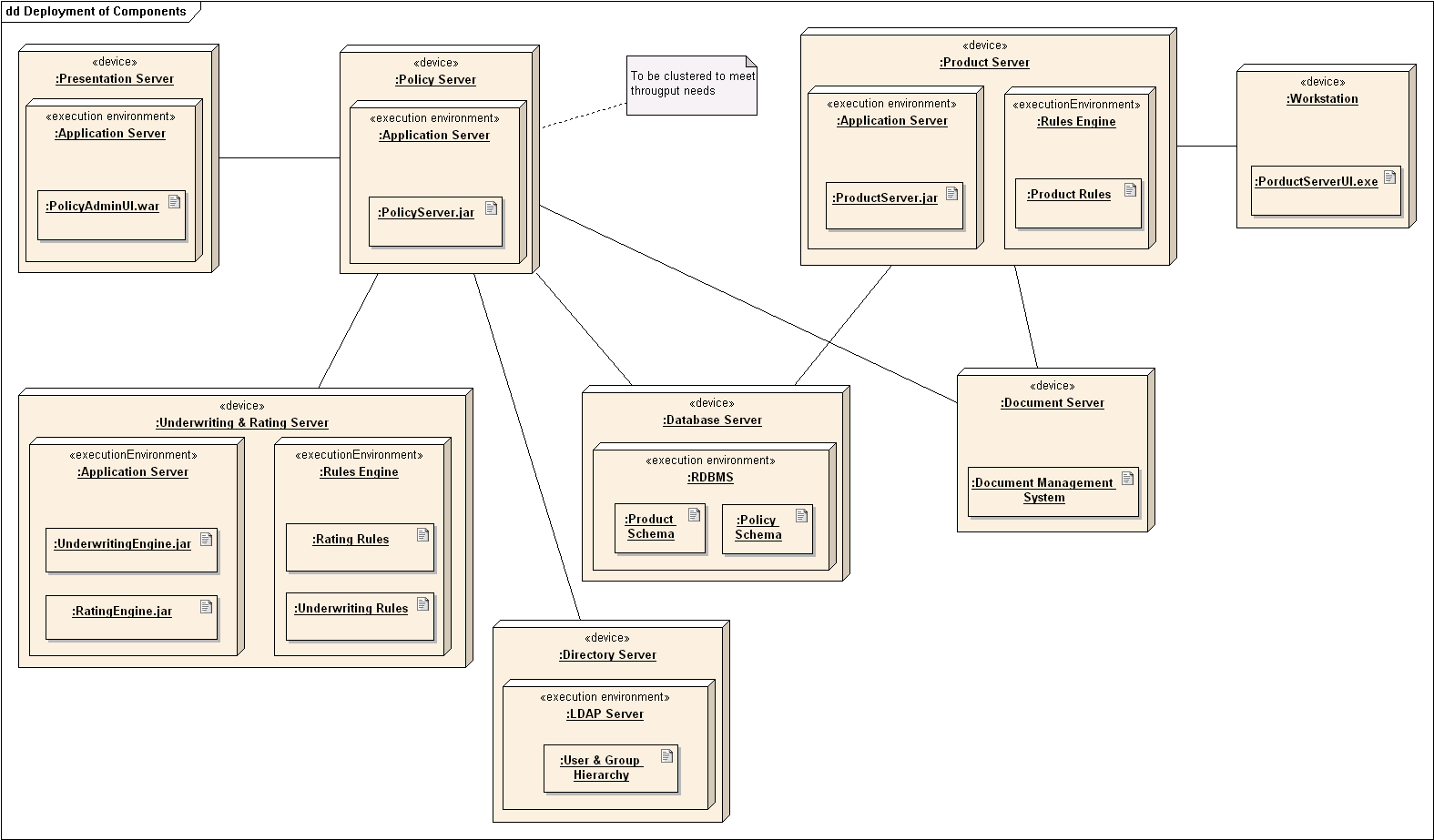
配置図の例。

統一モデリング言語 (UML) における配置図（はいちず、デプロイメントダイアグラム、英: Deployment diagram）とは、処理ノード、そのノード上で動くコンポーネントの関係からシステムの実装を記述する静的な構造図である。ハードウェアやその上で動作する各種コンポーネントの依存関係を可視化するのに役立つ。
以下、原則としてUML 2.0に即した内容となっている。

## 構成要素

### ノード
ノードは立方体で図示し、立方体内部にノード名を記述する。ノードとは、ハードウェアまたはソフトウェア（OS、ミドルウェアを含む）を指す。

### ノードインスタンス
ノードインスタンスはノードと同様に記述する。「インスタンス名: ベースノード名」または「: ベースノード名」と記述し、下線を引く。ノードインスタンスとは、指定されたノード種別で実際に稼働するインスタンスを指す。
ノードおよびノードインスタンスには、「<<」と「>>」で囲んでステレオタイプを付与することができる。例えば、<<cd-rom>>、<<computer>>、<<disk array>>、<<pc>>、<<pc client>>、<<pc server>>、<<secure>>、<<server>>、<<storage>>、<<unix server>>、<<user pc>>等。

### 成果物
成果物は矩形で図示し、矩形内に「<<artifact>>」と記載し、後続して成果物名を記述する。成果物とは、ソフトウェア（データベース、プログラム、ライブラリ）、ミドルウェア、ソースファイル、テスト報告書、マニュアル等のソフトウェア開発の結果として出力されるものを指す。

### 関連
関連は各構成要素間に直線を引くことで表現する。関連とは、ノード、コンポーネント間の通信経路を示す。関連の直線上には、ステレオタイプおよび多重度を記述することができる。ステレオタイプには、自由に名称を付けることができる。例えば<<tcp-ip>>、<<ethernet>>、<<JDBC>>等。多重度については、クラス図#多重度を参照のこと。